# Смоли і асфальтени
Смоли і асфальтени —
- 1. Складні компоненти нафти — високомолекулярні поліциклічні сполуки, які складаються з ароматичних, гідроароматичних і гетероароматичних циклів і аліфатичних радикалів, містять у собі вуглець, водень, азот, сірку, які в нафті містяться в кількості 2-45 %, мають високу поверхневу активність і при великому вмісті в нафті ускладнюють умови її фільтрації в продуктивних пластах. Кількість смолистих речовин найбільша у нафтах високої густини, багатих ароматичними вуглеводнями. Ряд технічних смол використовують при свердловинному видобуванні нафти і природного газу, в хімії, виробництві лаків, будівельній справі, дорожньому будівництві, техніці.

Див. також асфальтени, смола ацетоноформальдегідна, смола ксантогенова, смола рослинна (гуар), смола ТС-10, смола ТСД-9, смоли епоксидні, смоли йонообмінні, смоли карбамідні, смоли конденсаційні, смоли новолакові, смоли полімеризаційні, смоли сечовино-формальдегідні, смоли синтетичні, смоли фенолоальдегідні, смолисто-асфальтенові речовини.
- 2. Смоли викопні — продукти фосилізації смол рослинного походження. Поділяються на бурштиноподібні (аморфні) та кристалічні. Природні смоли виділяються рослинами в місцях їх ушкоджень. Сучасні природні смоли — затверділа живиця на стовбурах дерев. Викопні природні смоли — смоли, поховані у четвертинних відкладах. Типові викопні смоли — копал, бурштин, сукциніт.